# 居心地
| ウィキペディアには「居心地」という見出しの百科事典記事はありません（タイトルに「居心地」を含むページの一覧/「居心地」で始まるページの一覧）。 代わりにウィクショナリーのページ「居心地」が役に立つかもしれません。 |